# Зелёный гремучник
Зелёный гремучник (лат. Crotalus viridis) — ядовитая змея подсемейства ямкоголовых семейства гадюковых.

## Описание
Общая длина достигает 1—1,51 метра. Голова плоская, большая. Туловище крепкое и толстое. Хвост короткий. Окраска зеленовато—серого цвета с тёмными округлыми пятнами, которые тянутся вдоль спины.

## Распространение
Живёт в Канаде (провинции Альберта и Саскачеван), США (штатах Орегон, Южная Дакота, Монтана, Калифорния, Вашингтон, Аризона, Нью—Мексико), Мексике (штатах Нижняя Калифорния, Чиуауа, Коауила).
Типовая местность зелёного гремучника описана как «Верхняя Миссури [долина, США]», однако герпетологи Хобарт Смит и Эдвард Тейлор предложили исправить на «Гросс, округ Бойд, Небраска».

## Образ жизни
Предпочитает сухие пустынно-степные участки со скалистым или щебенистым грунтом, разреженную растительность. Встречается на высоте до 2500 метров над уровнем моря. Скрывается в глубоких ущельях в скалах и норах грызунов. Активен ночью. Питается мелкими грызунами (земляными белками, луговыми собачками, молодыми кроликами), птицами, лягушками, ящерицами и насекомыми.
При укусе возникает очень тяжёлое отравление. Этот вид стоит на втором месте после техасского гремучника по количеству укусов со смертельным исходом на территории США.
Это живородящая змея. Самка рождает до 25 детёнышей. Детёныш рождается с одной пластинкой на хвосте.